# Савуляк Володимир Іванович
Володи́мир Іва́нович Савуля́к (12 червня 1985 — 23 вересня 2014) — старший солдат Збройних сил України, учасник російсько-української війни.

## Життєвий шлях
Народився 1985 року в місті Біла Церква (також вазується село Пустоварівка — Сквирський район, Київська область). 2003 рокуя закінчив Пустоварівську школу; пройшов строкову службу (в/ч А1546 міста Кременчук Полтавської області). 2009 року закінчив Київський транспортно-економічний коледж за спеціальністю «Організація перевезень і управління на автотранспорті». Працював прохідником в консерні «Київпідземшляхбуд». 2010 року вступив до Національного гірничого університету.
Мобілізований 3 травня 2014-го, боєць 11-го батальйону територіальної оборони ЗС України «Київська Русь».
Загинув 23 вересня 2014 року під містом Дебальцеве у часі виконання бойового завдання по доставці набоїв.
Без Володимира лишились батьки, дружина та син 2010 р.н.
Похований в селі Пустоварівка, Сквирський район.

## Нагороди та вшанування
За особисту мужність і героїзм, виявлені у захисті державного суверенітету та територіальної цілісності України, вірність військовій присязі під час російсько-української війни, відзначений — нагороджений
- 22 січня 2015 року — медаллю «За військову службу Україні» (посмертно)[2]
- почесний громадянин Білої Церкви (посмертно; рішення від 4 листопада 2014 року)
- Його портрет розміщений на меморіалі «Стіна пам'яті полеглих за Україну» у Києві: секція 4, ряд 8, місце 21
- 16 червня 2015 року у Пустоварівському НВК Сквирського району Київської області відкрито меморіальну дошку Володимиру Савуляку
- В центрі села Пустоварівка встановлено Меморіал Слави, на якому викарбовувано імена загиблих учасників антитерористичної операції — Яцуна Олександра Васильовича та Савуляка Володимира Івановича
- Вшановується 23 вересня на щоденному ранковому церемоніалі вшанування українських захисників, які загинули цього дня в різні роки внаслідок російської збройної агресії[3]